# شهرستان شوونینگ
شهرستان شوونینگ (به لاتین: Shouning County) یک شهرستان‌های جمهوری خلق چین در چین است که در نینگده واقع شده‌است.